# Dłużyca
Dłużyca – długi pień ściętego drzewa z obciętym wierzchołkiem i gałęziami. Jest to drewno okrągłe, średniowymiarowe lub  wielkowymiarowe, o minimalnej długości 9 m dla gatunków iglastych i 6 m dla gatunków liściastych.